# Víctor Campos Guinot
Víctor Campos Guinot (Castelló de la Plana, 1960) és un advocat i polític valencià.
Comença molt jove en política al Partit Popular de la mà de Carlos Fabra, del qui es reconeix fill polític. El 1991 és elegit regidor a l'ajuntament de Castelló de la Plana, càrrec que ocuparà fins a l'any 2003, després de successives reeleccions. En aquest any també deixa de ser Vicepresident de la Diputació de Castelló, responsabilitat que començà a tindre l'any 1995. També des d'aquest any és membre del Consell Assessor de Radiotelevisió Valenciana, fins al 2003. Data en el qual Francesc Camps l'integra al seu Govern com a Conseller de Justícia i Administracions Públiques. El 2004 es faria càrrec també de la vicepresidència del Consell des d'on participà en l'organització de la visita del Papa Benet XVI el 2006 i en les conversacions que portaren el Gran Premi de Fórmula 1 a València.
El 2003 es presenta com a cap de llista del PP per Castelló a les eleccions autonòmiques, pel que és elegit diputat a les Corts Valencianes. En aquest període, també seria el Secretaria General del Partit Popular a la província de Castelló i Secretari d'Organització del PP a la Comunitat Valenciana.
L'abril de 2007, anuncia sorprenentment, a pocs mesos d'unes eleccions autonòmiques, la seua intenció d'abandonar les seues responsablitats i l'activitat política, atenent a qüestions personals. Poc de temps després tornaria a la política de nou de la mà de Carlos Fabra, entrant a formar part de la direcció del Partit Popular a Castelló i encarregant-se de la campanya electoral del PP castellonenc a les eleccions generals del 2008.

## Corrupció
A principis de 2009 resultà imputat en el Cas Gürtel sobre una trama de corrupció pel qual va haver de renunciar a militar al PP. En el moment en el qual va ser imputat, l'aleshores president de la Generalitat Valenciana Francesc Camps, el secretari general del PPCV Ricardo Costa i l'excap de protocol de la Conselleria de Turisme Rafael Betoret ja estaven implicats. El juliol de 2011 es publicava l'auto pel qual es processava a Campos, Camps, Costa y Betoret. Campos i Betoret es declaraven culpables i pagaren una multa per tal d'evitar ser jutjats mentre que el president Camps continuava defensant la seua innocència i presentà la seua dimissió com a president de la Generalitat Valenciana. Finalment el TSJCV declarà Víctor Campos i Rafael Betoret culpables de suborn i els condemnà amb 9.600 euros cadascú i a tornar els vestits oferts per la trama Gürtel.